# Magnus Sylling Olsen
Magnus Sylling Olsen (Kongsberg, 2 luglio 1983) è un ex calciatore norvegese, di ruolo attaccante.

## Carriera

### Club
Sylling Olsen ha iniziato la carriera nel Mjøndalen, per trasferirsi successivamente al Drøbak/Frogn. Nel 2007, è stato ingaggiato dal Kongsvinger, all'epoca militante nella 1. divisjon. Ha esordito con la nuova squadra il 9 aprile dello stesso anno, nella sconfitta in trasferta per due a zero contro il Mandalskameratene. Il 22 aprile dello stesso anno, ha realizzato la prima marcatura per la nuova squadra, nel successo per tre a uno in casa dello Skeid. Nel corso del campionato 2009, ha siglato dieci rete, che hanno aiutato la sua squadra a raggiungere la promozione nell'Eliteserien.
Sylling Olsen è però passato, prima dell'inizio della stagione, all'Aalesund (anch'esso militante nella massima divisione norvegese). L'esordio ufficiale con la nuova maglia è arrivato nel corso della Superfinalen disputata contro il Rosenborg: il calciatore ha sostituito Diego Silva nel corso del secondo tempo. Il Rosenborg si è però imposto per tre a uno, potendo così sollevare il trofeo. Il debutto nell'Eliteserien è datato 14 marzo 2010, giocando da titolare nella vittoria per tre a zero sul Lillestrøm. Esattamente due settimane dopo, è andato a segno per la prima volta con la nuova maglia, nel pareggio casalingo per due a due contro lo Stabæk. Si è poi ripetuto contro Molde e Hønefoss, sebbene entrambe le gare siano poi terminate con una sconfitta per l'Aalesunds.
Il 29 luglio 2010, ha esordito nell'Europa League 2010-2011, disputando da titolare l'andata del terzo turno di qualificazione alla competizione, contro il Motherwell: la gara si è conclusa con un pareggio per uno a uno. È stato schierato anche nella sfida di ritorno, culminata con una sconfitta per tre a zero. Il 26 agosto 2012, è passato al Bodø/Glimt a titolo definitivo. Il 15 marzo 2013 ha firmato un contratto annuale con il Sarpsborg 08. Il 20 dicembre 2013 si è legato all'HamKam per i successivi due anni.
L'11 agosto 2014, ha fatto ritorno al Mjøndalen, con la formula del prestito. Si è ritirato dal calcio professionistico al termine del campionato 2017.

## Statistiche

### Presenze e reti nei club
Statistiche aggiornate al 26 ottobre 2022.
| Stagione            | Club                | Campionato          | Campionato | Campionato | Coppe nazionali | Coppe nazionali | Coppe nazionali | Coppe continentali | Coppe continentali | Coppe continentali | Supercoppe | Supercoppe | Supercoppe | Totale | Totale |
| Stagione            | Club                | Comp                | Pres       | Reti       | Comp            | Pres            | Reti            | Comp               | Pres               | Reti               | Comp       | Pres       | Reti       | Pres   | Reti   |
| ------------------- | ------------------- | ------------------- | ---------- | ---------- | --------------- | --------------- | --------------- | ------------------ | ------------------ | ------------------ | ---------- | ---------- | ---------- | ------ | ------ |
| 2000                | Mjøndalen           | 3D                  | ?          | ?          | CN              | ?               | ?               | -                  | -                  | -                  | -          | -          | -          | ?      | ?      |
| 2001                | Mjøndalen           | 3D                  | ?          | ?          | CN              | ?               | ?               | -                  | -                  | -                  | -          | -          | -          | ?      | ?      |
| 2002                | Mjøndalen           | 3D                  | ?          | ?          | CN              | ?               | ?               | -                  | -                  | -                  | -          | -          | -          | ?      | ?      |
| 2003                | Mjøndalen           | 3D                  | ?          | ?          | CN              | ?               | ?               | -                  | -                  | -                  | -          | -          | -          | ?      | ?      |
| 2004                | Mjøndalen           | 3D                  | ?          | ?          | CN              | ?               | ?               | -                  | -                  | -                  | -          | -          | -          | ?      | ?      |
| 2005                | Drøbak/Frogn        | 2D                  | ?          | ?          | CN              | ?               | ?               | -                  | -                  | -                  | -          | -          | -          | ?      | ?      |
| 2006                | Drøbak/Frogn        | 2D                  | ?          | ?          | CN              | ?               | ?               | -                  | -                  | -                  | -          | -          | -          | ?      | ?      |
| Totale Drøbak/Frogn | Totale Drøbak/Frogn | Totale Drøbak/Frogn | ?          | ?          |                 | ?               | ?               |                    | -                  | -                  |            | -          | -          | ?      | ?      |
| 2007                | Kongsvinger         | 1D                  | 24         | 10         | CN              | 2               | 1               | -                  | -                  | -                  | -          | -          | -          | 26     | 11     |
| 2008                | Kongsvinger         | 1D                  | 27         | 4          | CN              | 2               | 0               | -                  | -                  | -                  | -          | -          | -          | 29     | 4      |
| 2009                | Kongsvinger         | 1D                  | 30+3       | 10+1       | CN              | 3               | 0               | -                  | -                  | -                  | -          | -          | -          | 36     | 11     |
| Totale Kongsvinger  | Totale Kongsvinger  | Totale Kongsvinger  | 81+3       | 24+1       |                 | 7               | 1               |                    | -                  | -                  |            | -          | -          | 91     | 26     |
| 2010                | Aalesund            | ES                  | 24         | 4          | CN              | 1               | 0               | UEL                | 2                  | 0                  | SN         | 1          | 0          | 28     | 4      |
| 2011                | Aalesund            | ES                  | 20         | 7          | CN              | 6               | 3               | UEL                | 7                  | 2                  | -          | -          | -          | 33     | 12     |
| gen.-ago. 2012      | Aalesund            | ES                  | 12         | 0          | CN              | 1               | 0               | UEL                | 0                  | 0                  | -          | -          | -          | 13     | 0      |
| Totale Aalesund     | Totale Aalesund     | Totale Aalesund     | 56         | 11         |                 | 8               | 3               |                    | 9                  | 2                  |            | 1          | 0          | 74     | 16     |
| ago.-dic. 2012      | Bodø/Glimt          | 1D                  | 10+2       | 5+1        | CN              | -               | -               | -                  | -                  | -                  | -          | -          | -          | 12     | 6      |
| 2013                | Sarpsborg 08        | ES                  | 19+1       | 3+0        | CN              | 2               | 0               | -                  | -                  | -                  | -          | -          | -          | 22     | 3      |
| gen.-lug. 2014      | HamKam              | 1D                  | 15         | 2          | CN              | 2               | 0               | -                  | -                  | -                  | -          | -          | -          | 17     | 2      |
| lug.-dic. 2014      | Mjøndalen           | 1D                  | 11         | 3          | CN              | -               | -               | -                  | -                  | -                  | -          | -          | -          | 11     | 3      |
| 2015                | Mjøndalen           | ES                  | 22         | 2          | CN              | 3               | 0               | -                  | -                  | -                  | -          | -          | -          | 25     | 2      |
| 2016                | Mjøndalen           | 1D                  | 12+1       | 0+1        | CN              | 0               | 0               | -                  | -                  | -                  | -          | -          | -          | 13     | 1      |
| 2017                | Mjøndalen           | 1D                  | 22+1       | 1+0        | CN              | 4               | 0               | -                  | -                  | -                  | -          | -          | -          | 27     | 1      |
| Totale Mjøndalen    | Totale Mjøndalen    | Totale Mjøndalen    | 67+2+      | 6+1+       |                 | 7+              | 0+              |                    | -                  | -                  |            | -          | -          | 76+    | 7+     |
| 2018                | Stoppen             | 5D                  | ?          | ?          | CN              | ?               | ?               | -                  | -                  | -                  | -          | -          | -          | ?      | ?      |
| 2019                | Stoppen             | 4D                  | ?          | ?          | CN              | ?               | ?               | -                  | -                  | -                  | -          | -          | -          | ?      | ?      |
| Totale Stoppen      | Totale Stoppen      | Totale Stoppen      | ?          | ?          |                 | ?               | ?               |                    | -                  | -                  |            | -          | -          | ?      | ?      |
| Totale              | Totale              | Totale              | 248+8+     | 51+3+      |                 | 26+             | 4+              |                    | 9                  | 2                  |            | 1          | 0          | 292+   | 60+    |

## Palmarès
- Coppa di Norvegia: 1

Aalesunds: 2011